# Blagovo, Șumen
Blagovo (în bulgară Благово) este un sat în comuna Șumen, regiunea Șumen,  Bulgaria. 

## Demografie
Componența etnică a satului Blagovo
     Bulgari (49,49%)
     Romi (14,14%)
     Turci (7,07%)
     Nicio identificare (29,29%)
La recensământul din 2011, populația satului Blagovo era de 99 locuitori. Nu există o etnie majoritară, locuitorii fiind bulgari (49,49%), romi (14,14%) și turci (7,07%). Pentru 29,29% din locuitori nu este cunoscută apartenența etnică.